# Pensjonistpartiet

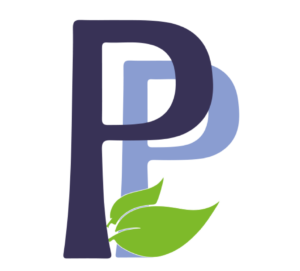

Pensjonistpartiet (PP, deutsch Seniorenpartei) ist eine konservative Kleinpartei in Norwegen. Sie wurde 1985 gegründet, um vor allem im Interesse der Senioren zu handeln. Dabei konzentriert sich die Partei hauptsächlich auf Fragen im Zusammenhang mit der Gesundheitsversorgung, Steuern und weiteren Problemen von Senioren.
Die Partei hat Vertreter in den Gemeinden einiger Städte und Kreisversammlungen. Bei den Parlamentswahlen 2017 kam die Partei auf 0,4 %, was in Absolutzahlen 12.800 Stimmen sind.

## Wahlergebnisse zum Storting seit Gründung
| Wahljahr | Prozent | Sitze |
| -------- | ------- | ----- |
| 1985     | 0,3     | 0     |
| 1989     | 0,3     | 0     |
| 1993     | 1,0     | 0     |
| 1997     | 0,6     | 0     |
| 2001     | 0,7     | 0     |
| 2005     | 0,5     | 0     |
| 2009     | 0,4     | 0     |
| 2013     | 0,4     | 0     |
| 2017     | 0,4     | 0     |
| 2021     | 0,6     | 0     |